# Christiana Borghi
Christiana Borghi (Forlì, 1º dicembre 1958) è un'attrice italiana.

## Biografia
Christiana Borghi, a volte accreditata Cristiana, è una attrice professionista dal 1976, ha recitato in teatro, televisione, cinema. 
Nel 1976 recita nel film La studentessa diretto da Fabio Piccioni e l'anno successivo nel lungometraggio Moglie nuda e siciliana di Andrea Bianchi.
Nel 1992 il suo ultimo ruolo cinematografico nel film Il giardino dei ciliegi di Antonello Aglioti.
Termina la sua carriera in televisione nella serie tv L'ispettore Sarti.

## Filmografia

### Cinema
- Puttana galera!, regia di Gianfranco Piccioli (1976)
- La studentessa, regia di Fabio Piccioni (1976)
- Il demonio nel cervello, regia di Marco Masi (1976)
- Moglie nuda e siciliana, regia di Andrea Bianchi (1977)
- La svastica nel ventre, regia di Mario Caiano (1977)
- Cugine mie, regia di Marcello Avallone (1978)
- Porca società, regia di Luigi Russo (1978)
- Due pezzi di pane, regia di Sergio Citti (1979)
- Le mani di una donna sola, regia di Nello Rossati (1979)
- Midnight Blue, regia di Raimondo Del Balzo (1979)
- Liquirizia, regia di Salvatore Samperi (1979)
- Un tenero tramonto, regia di Raimondo Del Balzo (1984)
- Cartoline italiane, regia di Memè Perlini (1987)
- Rosso di sera, regia di Beppe Cino (1989)
- Il giardino dei ciliegi, regia di Antonello Aglioti (1992)

### Televisione
- Il generale – miniserie TV, una puntata (1987)
- Lo scomparso – film TV (1987)
- I padroni dell'estate – film TV (1987)
- Appuntamento a Trieste – miniserie TV (1988)
- Le roi Mystère – miniserie TV (1991)
- L'ispettore Sarti – serie TV (1991-1994)